# Giuseppe Lazzaro Morpurgo

Osservazioni sulle assicurazioni marittime, 1830
(Fondazione Mansutti, Milano).

Giuseppe Lazzaro Morpurgo (Gorizia, 1759 – Trieste, 1835) è stato un imprenditore austriaco.

## Biografia
Originario di una famiglia di religione ebraica, proprietaria di una fabbrica di seta, studiò diritto presso lo studio di Giacomo de' Gabbiati, diventando poi avvocato e attuario alla borsa valori, specializzandosi nel ramo delle assicurazioni. Le sue posizioni politiche sono vicine al movimento napoleonico, come buona parte della comunità ebraica locale. Iniziò a lavorare come direttore al Banco d'Assicurazione e Cambi Marittimi, fino alla chiusura della società, motivo per cui egli fondò a Trieste, nel 1822, l'Azienda assicuratrice, specializzata in un primo tempo nel ramo grandine e poi in quello marittimo. Nel 1830 diede alle stampe una raccolta di osservazioni sulle assicurazioni marittime, mentre un anno dopo, nel 1831, Morpurgo elaborò lo statuto dell'Ausilio Generale di Sicurezza da cui nacquero le Assicurazioni Generali, così chiamate perché attive in tutti i rami dell'epoca: vita, incendi, grandine, trasporti marittimi, terrestri e fluviali.